# Лавина (филм)
Вижте пояснителната страница за други значения на Лавина.
„Лавина“ е български игрален филм (драма, приключенски) от 1982 година.
Автор е Блага Димитрова. Режисьори и сценаристи са Ирина Акташева и Христо Писков. 8 години не се разрешава заснемането на филма.
Оператор е Цветан Чобански. Музиката във филма е композирана от Георги Минчев. Художник на постановката е Анастас Янакиев. Оператор специални снимки е дело на Милан Огнянов, художник по костюмите – Марина Николаева. Звук – Веселин Цолевски. Монтаж – Донка Димчева. Редактор е Любен Станев. Директор Иван Абаджиев.
Филмът получава специална награда на Международния кинофестивал в Делхи, 1983 г.

## Сюжет
Внимание:  Текстът по-долу разкрива сюжета на произведението (или части от него)!
Романът „Лавина“ (1971), разказва за трагичната и същевременно героична съдба на група алпинисти, част от които загиват в планината. Структурата на творбата е особена – включени са отделни новели за преживяванията пред смъртта на част от героите. Може би най-голямото постижение на Блага Димитрова е, че невероятно добре описва колектива, цялото, съществото НИЕ, сплотено от една идеология – планината, стремежът нагоре, имащо собствен морал и закони, собствени страхове и табута, собствена мъка. Стъпка по стъпка по пътя нагоре започват да се открояват частите на цялото. Найден – водачът, на чиито плещи е легнала нелеката задача да бъде сериозен и отговорен, да сочи пътя, да взема решенията. Потърсил свобода в планината, той доброволно поема оковите на отговорността за другите. Бранко и гневът му към всички, които му отнемат свободата, или както той я разбира – зрелостта. Горазд, Зорка и Андро – трите страни на вечния любовен триъгълник, без който не може нито една компания.
Шестнадесет души поемат към върха и Деян – седемнадесетият, отсъстващият. Шестнадесет души се срещат с лавината. Едно същество НИЕ умира пред очите на читателя шестнадесет пъти. Лавината действа като прераждане, за тези, които оцеляват.
Алпинисти се подготвят за поредното катерене. В последния момент преди изкачването разбират, че водачът ги е изоставил. Всеки един има своята лична история, щрихирана в началото на филма – взаимоотношения с близки, роднини и приятели. Но когато групата се събира сред белотата на снега, се появява съществото „колектив“. Тогава възникват и въпросите свързани с доверието, смисъла на дръзновението, ролята на водача, смисъла на катеренето. Изборът е ключов момент. Натрупаните напрежения и недоразумения между членовете на групата са „лавина“ от чувства и когато снежната лавина ги връхлита, те са затрупани и в преносния и в буквалния смисъл. Пред безжизнените тела на приятелите си, малцината оцелели преосмислят понятията като живот, смърт, щастие, любов, отговорност, предателство.
Разликата между романа и филма е в представянето на мислите на всеки един от алпинистите. В книгата тази част се откроява с много по-силна емоционалност, много по-описателно и поетично са представени разсъжденията и мислите им. Във филма тази част е концентрирана само около няколко персонажа. Друга съществена разлика между двете произведения на изкуството е появата на групата чужденци във филма.

## Предистория на сценария
Създаването на „Лавина“ върви по обратен ред – първо възниква сценарият, а после романът. Първото издания се появява през 1971 г. с обозначение роман-поема, което след това става само роман, второто през 1977 г., третото – през 1982 г., четвъртото – през 1993 г. Сегашното издание е пето по ред. Режисьори са Ирина и Христо Пискови. В началото не става дума за роман, а за сценарий. Това ясно се разбира от спомена на съпрузите режисьори Пискови, написан през юли 2004 г.
На 16 декември 1965 г. се случва трагедия в района на Мальовица, смятаната от мнозина за най-голямата трагедия в българския алпинизъм. На склона на връх Орлето, между върховете Малка Мальовица и Мальовица, пада лавина и затрупва шестнадесет души. Единадесет от тях загиват. Трагедията вдъхновява Блага Димитрова да напише сценария за филма „Лавина“ (излязъл едва през 1982 г.). Сценарият става и основа на едноименния ѝ роман от 1971 г. Те не следват пряко събитията от Орлето.
В домашен архив са запазени няколко машинописни страници със спомен на алпинист-един от оцелелите. Подпис няма, но върху плика с почерка на Блага е написано: Емо. Емил Станчев припомня как са се събрали пред Спортната палата, как са пътували с камион. Особено интересен е разказът му за последната вечер в хижата. Наистина един от тях е имал рожден ден, навършвал 23 години и черпил с бонбони. Името му е Иван Цветанов. Запазен е и ръкопис от 7 страници. Заглавието е: Мальовица. Спомен за случая от 16 декември 1965 г. Име няма.
Блага написва сценария с название „Лавина“, който е приет от художествения съвет на студията в Бояна, но не е пуснат в производство.
Три години след излизането на романа Цанка действително попада под лавина и си счупва ръката при лакътя в края на януари 1974 г.
Оцелелият алпинист Спас Малинов казва: „Този филм е по книгата на Блага Димитрова, която е едно художествено произведение. Само заглавието и на книгата, и на филма има общо с нашата лавина. Всичко останало е художествена измислица. Аз и още други приятели алпинисти бяхме консултанти на филма, но режисьорите не ни слушаха много. Не ми харесват и книгата, и филма, можеше да бъдат по-истински, добри“.

## Актьорски състав
| Роля                | Изпълнител                                |
| ------------------- | ----------------------------------------- |
| Скулпторът          | Велико Стоянов                            |
| Милчо, зиморничавия | Любен Чаталов                             |
| Момчил, суеверният  | Стефан Стефанов                           |
| Мълчаливият         | Тодор Анастасов                           |
| Зорка               | Диана Бациева                             |
| Горазд              | Тодор Николов                             |
| Найден              | Богомил Атанасов                          |
| Никифор             | Павел Поппандов                           |
| Рад                 | Елефтери Елефтеров                        |
| Радистът            | Иван Балсамаджиев                         |
| Бранко              | Огнян Купенов                             |
| Димо                | Траян Янков                               |
| Андро               | Венцислав Божинов                         |
| Поетът              | Филип Трифонов                            |
| Деян                | Народен артист: Васил Попилиев            |
| Дара                | Ваня Цветкова                             |
| Слав                | Иван Червенов                             |
| Асен                | Иван Иванов                               |
|                     | В епизодите                               |
| Майката на Бранко   | Анета Сотирова (като А. Сотирова)         |
| Бащата на Момчил    | Йордан Спиров (като И. Спиров)            |
| Жената на Найден    | Мария Каварджикова (като М. Каварджикова) |
| Бившия алпинист     | Богдан Глишев (като Б. Глишев)            |
| шефът               | Илия Добрев (като И. Добрев)              |
|                     | Юлия Кожинкова (като Ю. Кожинкова)        |
| докторът            | Георги Джубрилов (като Г. Джубрилов)      |
|                     | Н. Коларова                               |

и други
Филмът е заснет със съдействието на Българския червен кръст.

## Алпинисти и дубльори при каскадите
Алпинисти – Антонио Стойчев, Орлин Чачановски, Кирил Досков, Милчо Ладов, з.м.с. Огнян Балджийски, з.м.с. Методи Савов, Румен Воденичаров, Пепина Станчева, Спас Малинов, м.с. Петър Сфидосов, Николай Недялков, Методи Баленски
Алпинисти дубльори – Методи Савов, Кирил Досков, Николай Петков.

## Награди
- Специална награда на Международния кинофестивал в Делхи, 1983